# Buket Pulo
Buket Pulo is een bestuurslaag in het regentschap Langsa van de provincie Atjeh, Indonesië. Buket Pulo telt 199 inwoners (volkstelling 2010).